# قرار مجلس الأمن التابع للأمم المتحدة رقم 1953
قرار مجلس الأمن التابع للأمم المتحدة رقم 1953، المعتمد في 14 ديسمبر 2010، بعد إعادة التأكيد على جميع القرارات المتعلقة بالوضع في قبرص، ولا سيما القرار 1251 (1999)، مدد المجلس ولاية قوة الأمم المتحدة لحفظ السلام في قبرص لستة أشهر حتى 15 حزيران (يونيو) 2011، ودعا زعماء القبارصة اليونانيين والأتراك إلى وضع خطة للتغلب على الخلافات قبل زيارة الأمين العام في يناير 2011.
وقد اعتمد القرار بأغلبية 14 صوتا مقابل صوت معارض واحد من تركيا. وقال المندوب التركي إن الجزيرة ليس لها حكومة واحدة منذ عام 1963، رغم أنها ستواصل تنفيذ القرار.

## القرار

### أعمال
ورحب القرار بتقدم المفاوضات واحتمال إحراز تقدم في المستقبل القريب نحو التسوية. وفي هذا الصدد، دعا الزعيمين القبرصيين إلى تكثيف المفاوضات وتحسين أجواءها وزيادة مشاركة المجتمع المدني. وعلاوة على ذلك، تم استدعاء كلا الجانبين على المشاركة في المشاورات بشأن ترسيم المنطقة العازلة ومذكرة عام 1989.
تم حث الجانب القبرصي التركي على إعادة الوضع العسكري إلى ما كان عليه في ستروفيليا قبل 30 يونيو 2000. أخيرًا، طُلب من الأمين العام بان كي مون تقديم تقرير بحلول 1 يونيو 2011 حول تنفيذ القرار الحالي.